# Anthurium nutibarense
Anthurium nutibarense är en kallaväxtart som beskrevs av Thomas Bernard Croat. Anthurium nutibarense ingår i släktet Anthurium och familjen kallaväxter. Inga underarter finns listade.